# Gédiminides
Les Gédiminides (en lituanien : Gediminaičiai ; en polonais : Giedyminowicze ; en biélorusse : Гедзімінавічы) sont une dynastie de souverains du grand-duché de Lituanie, qui a régné du XIVe au XVIe siècle. Une branche de cette dynastie, connue sous le nom de Jagellon, a régné également en Pologne, en Hongrie et en Bohême. Ses descendants sont apparentés à de nombreuses autres dynasties en Russie et en Pologne jusqu'à nos jours.

## Origines

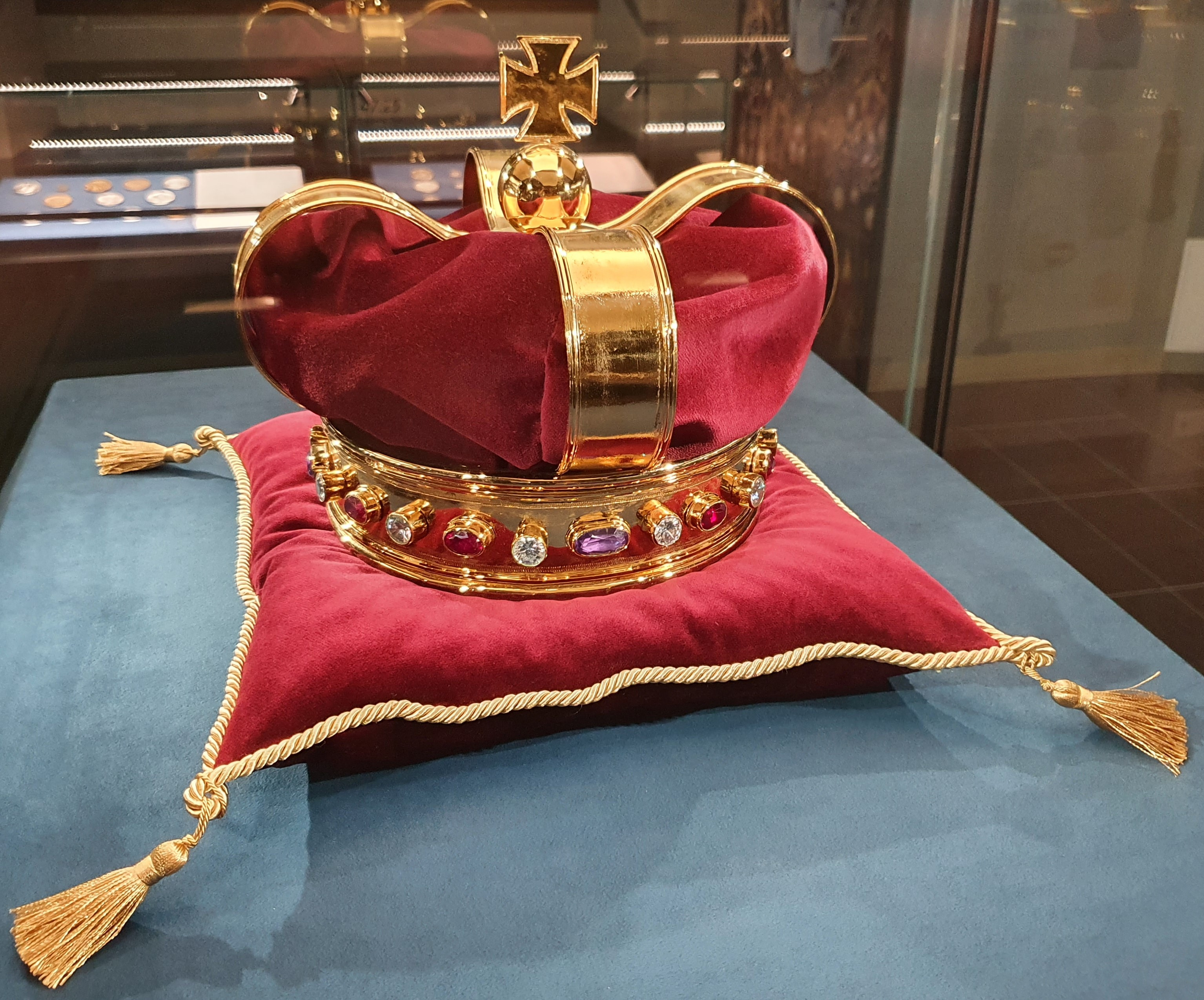
Vue de face de la Couronne de Gediminas, refaite à l'identique, exposée au Château de Vilnius à Vilnius

Vytenis, grand-duc de Lituanie régnant de 1295 à 1316, est le premier souverain à régner aussi longtemps sur le pays. Son frère et successeur Gediminas (v.1275-1341), considéré par les historiens modernes comme l'un des plus grands dirigeants lituaniens, est l'ancêtre de la dynastie.